# علي باشا الخادم
علي باشا الخادم (توفي في عام 1511)، كان رجل دولة عثمانيٍ. شغل منصب قائم مقام الروملي أو المحافظ بالمعنى الحديث، قاد الجيش العثماني في الحروب العثمانية المملوكية بين عام 1485 - 1491، ولكنه هزم في أضنة عام 1488. تولّى منصب الصدر الأعظم بين عامي 1501- 1503، ومرة أخرى بين عامي 1509 - 1511. وفي أثناء فترة ولايته الأخيرة قاد جيشاً لقمع ثورة الشاكولاه العلوية. ولكنه سقط في المعركة بالقرب من سبسطية مع زعيم المتمردين شاه قولي نفسه.